# Torrent de Vilaborrell
El Torrent de Vilaborrell és un torrent afluent per la dreta de la Riera de Navel, al Berguedà.

## Municipis per on passa
El Torrent de Vilaborrell transcorre íntegrament pel terme municipal de Montmajor.

## Xarxa hidrogràfica
La xarxa hidrogràfica del Torrent de Vilaborrell està integrada per 9 cursos fluvials que sumen una longitud total de 8.891 m.

### Distribució per termes municipals
La xarxa transcorre íntegrament pel terme municipal de Montmajor.

### Territori PEIN
Els darrers 1.268 m. del seu curs transcorren per l'interior del PEIN de la Riera de Navel. A nivell de la seva conca, el territori PEIN abasta una superfície de 31 ha. i un perímetre d'uns 3,7 km.